# 記録会
記録会（きろくかい）は、主に陸上競技や競泳などで、競技大会とは別に記録を狙う為に開催されるレースのことである。

## 概要
選手権大会などとは別に各学校や自治体などが主催する競技会で、あくまでも自己記録の更新・タイムの算出を目的とするレースである。記録会では記録の優劣による順位をつけず、従って記録会では「優勝」などという表現はされないことが殆どである。小学生から高校生までは各都道府県・地方自治体の教育委員会や学校が、地元の陸上競技場や学校施設などを会場として行うのが主で、大学生は大学がキャンパスの設備を用いて開催し、社会人は実業団主催の記録会や各都道府県の陸上競技協会主催の記録会に出場するのが基本である。但し大学の記録会の中には社会人や中高生の参加が、実業団の記録会の中には大学生の参加が可能となっている場合もある。
自身の実力を試す場としての他に本番の大会へのステップレースとして、あるいはコンディション調整の一環や仕上がり具合を見る為の位置づけもある。特に故障上がりで大会へのぶっつけ本番を嫌う選手にとっては貴重な舞台となる。また公式記録が残る記録会では参加標準記録の突破・記録保持が認められるため、参加標準記録の突破を目標に記録会へ参加する選手もいる。参加標準記録は普通は開催日から最長2年間内での自己最高記録であることが多いため、参加標準記録のタイムを出すため、あるいは参加標準をここ数年突破できていない選手がタイムを出す目的で記録会に出てくることもある。

## 陸上競技における記録会
今日の大学や社会人では大学駅伝や実業団駅伝などが盛んになっている実情から、中距離選手一般種目と分けて中長距離種目だけを長距離記録会として行う傾向が強い。記録会の主催として中心的存在なのが大学で、特に日体大長距離記録会が全国的に知られている。他に筑波大学、順天堂大学、早稲田大学、東海大学、国際武道大学、国士舘大学、日本女子体育大学、中京大学、大阪体育大学、福岡大学など、体育系学部を擁する大学ほど盛んである。事前の案内発信から番組編成、当日の招集、審判、記録掲示など記録会運営そのものも学生主体となって行うところが多く、必然的に部員数も多いこれらの大学が積極的に開催している。
長距離記録会の場合、事前に狙う記録を申告した上でプログラムが組まれる。一般的に持ちタイムの速い選手ほど、夕方や夜など記録がより出やすい条件下の組で行う傾向にある。参加者数によっては一般種目と長距離種目を同日に行うこともできる。また記録会そのものが増えてきたことで、選手自身が選んで出場する幅が広まりつつある。

## 水泳における記録会
水泳においては大学や自治体のほか、ジェイエスエスやセントラルスポーツなど各種スイミングクラブが主催して開催する場合がある。